# Lemme du ping-pong
Pour les articles homonymes, voir Ping-pong (homonymie).
En mathématiques, le lemme du ping-pong permet de montrer que certains éléments d'un groupe agissant sur un ensemble engendrent un sous-groupe libre de ce groupe.

## Histoire
L'argument du ping-pong remonte à la fin du XIXe siècle et est généralement attribué à Felix Klein, qui l'utilisa pour étudier les groupes Kleiniens (en), c.-à-d. les sous-groupes discrets de PSL(2, ℂ). Le lemme du ping-pong fut un outil crucial pour Jacques Tits, qui l'utilisa dans son article de 1972 contenant la preuve d'un résultat célèbre appelé dès lors l'alternative de Tits (en). Ce théorème établit que tout groupe linéaire de type fini est virtuellement résoluble ou bien contient un sous-groupe libre de rang 2. Le lemme du ping-pong et ses variantes,, sont largement utilisés en topologie géométrique et en théorie géométrique des groupes.

## Énoncés
Soit G un groupe agissant sur un ensemble X.
Lemme du ping-pong pour plusieurs sous-groupes, — Soient H1, H2, … , Hk des sous-groupes non triviaux de G, avec k ≥ 2, tels qu'au moins l'un d'eux soit d'ordre > 2.
Supposons qu'il existe dans X des sous-ensembles non vides disjoints X1, X2, … ,Xk tels que :
pour tous i ≠ s et tout h ∈ Hi\{1}, h(Xs) ⊂ Xi.
Alors, le sous-groupe engendré par les Hi est canoniquement isomorphe à leur produit libre :
{\displaystyle \langle H_{1}\cup \dots \cup H_{k}\rangle \simeq H_{1}\ast \dots \ast H_{k}}.
Corollaire pour des sous-groupes monogènes — Soient a1, … ,ak des éléments de G d'ordre infini, avec k ≥ 2.
Supposons qu'il existe dans X des sous-ensembles non vides disjoints
X1+, … ,Xk+ et X1–, … ,Xk–
tels que :
- ai(X\Xi–) ⊂ Xi+ pour i = 1, … , k ;
- ai−1(X\Xi+) ⊂ Xi– pour i = 1, … , k.

Alors, le sous-groupe ⟨a1, … , ak⟩ ⊂ G engendré par a1, … , ak est libre de base {a1, … , ak}.
Cette variante se déduit de l'énoncé précédent en posant Xi = Xi+∪Xi– et Hi = ⟨ai⟩.

## Exemples

### Dans le groupe spécial linéaire
Le groupe spécial linéaire SL(2,Z) est engendré par les deux matrices élémentaires de transvections
{\displaystyle A:={\begin{pmatrix}1&1\\0&1\end{pmatrix}}} et {\displaystyle B:={\begin{pmatrix}1&0\\1&1\end{pmatrix}}}.
On peut utiliser le lemme du ping-pong pour démontrer,, que pour tout entier {\displaystyle k\geq 2}, le sous-groupe engendré par les matrices
{\displaystyle A^{k}={\begin{pmatrix}1&k\\0&1\end{pmatrix}}} et {\displaystyle B^{k}={\begin{pmatrix}1&0\\k&1\end{pmatrix}}}
est libre de rang 2.

### Dans un groupe hyperbolique
Dans un groupe hyperbolique sans torsion, soient g et h deux éléments qui ne commutent pas. Alors, il existe M ≥ 1 tel que pour tous entiers m, n ≥ M, le sous-groupe ⟨gn, hm⟩ soit libre de rang 2.

## Applications
- Le lemme du ping-pong est utilisé dans les groupes Kleiniens, pour étudier leurs sous-groupes de Schottky (en). Dans ce contexte, il permet de montrer qu'un certain groupe d'isométries de l'espace hyperbolique de dimension 3 est non seulement libre mais proprement discontinu et géométriquement fini (en).
- Des arguments similaires sont largement utilisés en théorie géométrique des groupes, en particulier pour les sous-groupes de groupes hyperboliques[9] et pour les groupes d'automorphismes d'arbres[10].
- Le lemme du ping-pong est aussi utilisé pour étudier les sous-groupes de type Schottky des mapping class groups de surfaces de Riemann, où l'ensemble sur lequel agit le mapping class group est le bord de Thurston (en) de l'espace de Teichmüller[11]. Un argument similaire est aussi utilisé dans l'étude des sous-groupes du groupe des automorphismes extérieurs d'un groupe libre[12].
- L'une des applications les plus célèbres du lemme du ping-pong est la preuve par Jacques Tits de son alternative pour les groupes linéaires[2],[13].
- Certaines généralisations du lemme du ping-pong produisent non seulement des produits libres mais aussi des produits libres amalgamés et des extensions HNN[3]. Elles sont utilisées en particulier dans la preuve du théorème de combinaison de Maskit pour les groupes Kleiniens[14].
- D'autres versions du lemme du ping-pong garantissent que certains éléments d'un groupe engendrent un demi-groupe libre. De telles versions existent tant dans le cadre général de l'action d'un groupe sur un ensemble[15] que pour des types d'actions plus spécifiques, comme dans le contexte des groupes linéaires[16] ou des groupes agissant sur des arbres (en)[17], ou autres[18].